# خانه سیدغلامرضا سعیدی
خانه سید غلامرضا سعیدی مربوط به دوره پهلوی است و در شهرستان درمیان، روستای نوزاد واقع شده و این اثر در تاریخ ۲۵ اسفند ۱۳۷۹ با شمارهٔ ثبت ۳۴۶۹ به‌عنوان یکی از آثار ملی ایران به ثبت رسیده است.